# Signaal (algemeen)

Voorbeeld van een analoog signaal (grijs) en een gedigitaliseerde versie ervan (rood). De horizontale as geeft tijd t weer, de verticale het signaal f(t) als functie van de tijd

Een signaal is in de techniek de beschrijving van de ontwikkeling van een parameter in de loop van de tijd of de ruimte. In veel gevallen is de parameter een fysieke grootheid waarvan de informatie wordt overgedragen met seinen of tekens. Op het gebied van de technische communicatie is een signaal een stroom van in de tijd uitgezonden gegevens. Zo is geluid een signaal, net als de gegevensstroom in een computer. In de communicatie onder soortgenoten wordt in de biologie ook het begrip signaal gebruikt.
Men maakt in de techniek onderscheid tussen:
- Continue signalen, ook wel analoge signalen genoemd in de elektronica.
- Discrete signalen, meer op het gebied van de digitale elektronica.

Er is een heel scala van technieken voor signaalbewerking om signaaltransport snel, betrouwbaar en efficiënt te doen verlopen.
Deze technieken worden ook gebruikt voor informatie die niet zuiver als signaal is op te vatten, bijvoorbeeld in de beeldbewerking, waar de waarde van pixels niet alleen wordt beïnvloed door de waarde van voorgaande en volgende pixels, maar ook door die van boven- en ondergelegen pixels.